# Martiniodes sacculalis
Martiniodes sacculalis is een vlinder uit de familie van de snuitmotten (Pyralidae). De wetenschappelijke naam van de soort is voor het eerst geldig gepubliceerd door Amsel.